# Hans-Hermann Junge

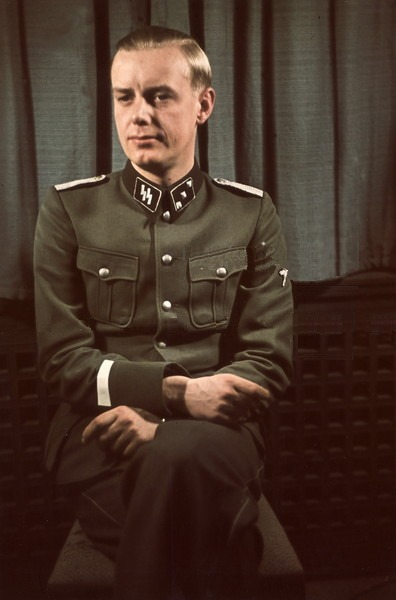
Junge, hier SS-Untersturmführer, etwa 1944

Hans-Hermann Junge (* 11. Februar 1914 in Wilster, Holstein; † 13. August 1944 bei Dreux in Frankreich) war ein deutscher SS-Offizier, der für Adolf Hitler als Ordonnanzoffizier und persönlicher Diener abkommandiert wurde.

## Privatleben
Junge heiratete mit Hitlers Einverständnis am 14. Juli 1943 dessen Sekretärin Traudl Junge, geborene Humps. Trauzeugen waren Hitlers Adjutant Otto Günsche und Hitlers Fahrer Erich Kempka.

## Berufliche Entwicklung
Junge trat 1933 der SS bei (SS-Nummer 150.359) und meldete sich im Jahr 1934 freiwillig zur Leibstandarte SS Adolf Hitler, die von Hitler begründet und ihm unterstellt worden war. Zum 1. März 1935 trat er der NSDAP bei (Mitgliedsnummer 3.601.648). Ab dem 1. Juli 1936 gehörte er dem Führerbegleitkommando an, das die persönliche Sicherheit des Führers gewährleisten sollte. Ab 1937 war Junge als Ordonnanzoffizier bei Hitler, neben Heinz Linge auch als zweiter Diener des Führers abkommandiert und war sowohl in der Reichskanzlei in Berlin als auch auf dem Berghof bei Berchtesgaden eingesetzt. De facto waren beide jedoch diejenigen, die Hitlers Haushalt und Tagesablauf verwalten und organisieren mussten, so Traudl Junge. Sie wechselten sich in dieser Tätigkeit in einem Zweitagesrhythmus ab, hatten Hitler zu wecken, sich um seine Garderobe zu kümmern, ihn mit wichtigen Meldungen, Unterlagen und Zeitungen zu versorgen.

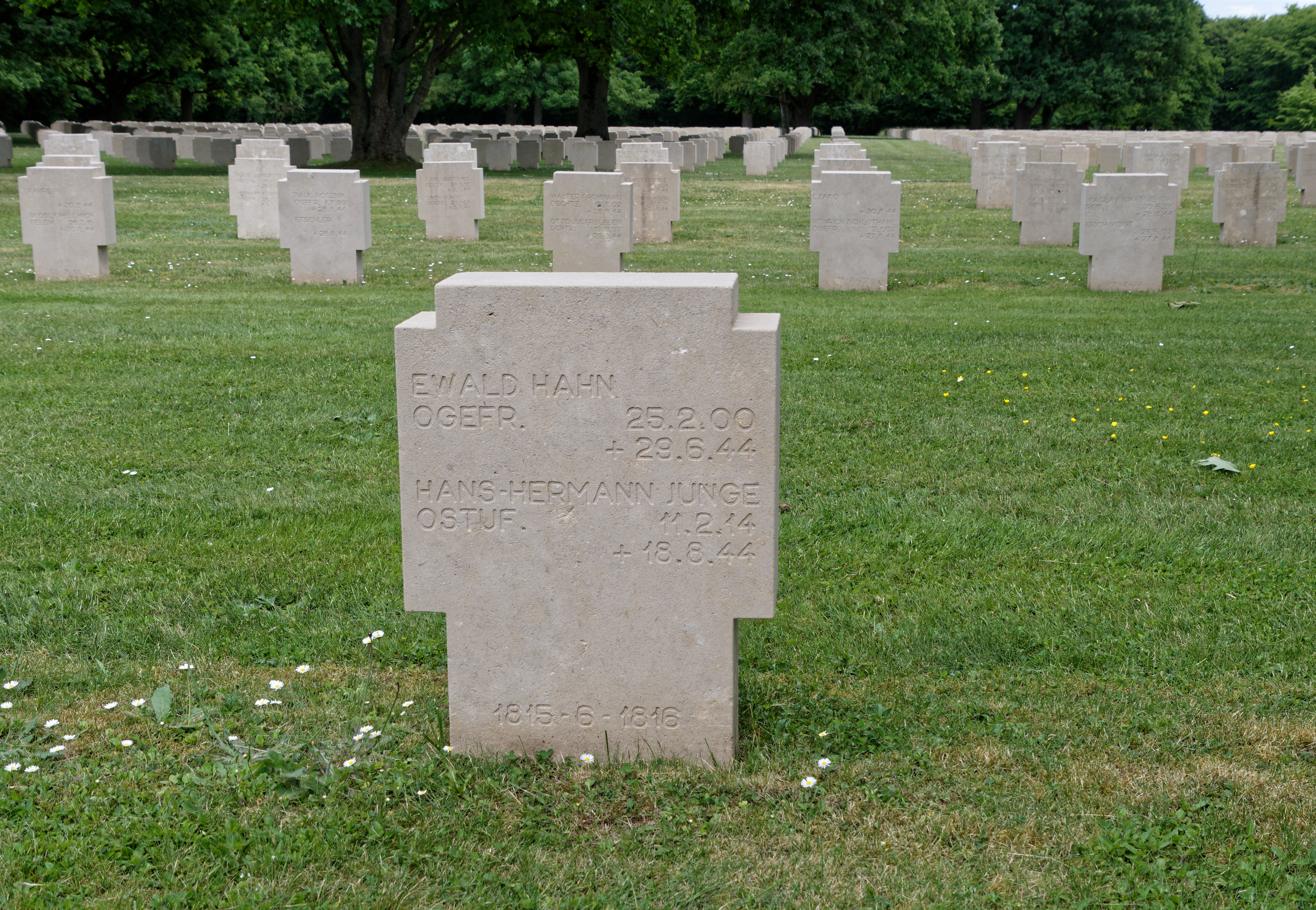
Sein Grab auf dem Soldatenfriedhof Champigny St. André

Am 14. Juli 1943 trat Junge in die 12. SS-Panzer-Division „Hitlerjugend“ ein. Seine Ehefrau Traudl notierte dazu in ihrer Autobiographie, dass er seine wiederholt gestellten, von Hitler jedoch abgelehnten Versetzungsanträge an die Front als einzige soldatische Möglichkeit gesehen habe, vom Dienst bei Hitler entbunden zu werden. Als Hitler endlich seinem zuletzt gestellten Antrag stattgegeben hatte, wurde er im Dezember 1943 an der Ostfront eingesetzt. Im April 1944 kehrte er zunächst nach Deutschland zurück, um im Juni 1944 kurz nach der Landung der Westalliierten an der Westfront eingesetzt zu werden.
Er fiel am 13. August 1944 im Alter von 30 Jahren bei einem US-amerikanischen Tieffliegerangriff auf seinem Beobachtungsposten bei Dreux. Sein letzter Rang war SS-Obersturmführer. Hitler soll direkt informiert worden sein und die Todesnachricht selbst an Traudl Junge überbracht haben. Junge wurde auf dem Deutschen Kriegsgräberstätte Champigny-Saint-André in Saint-André-de-l’Eure, fünf Kilometer von Champigny-la-Futelaye entfernt, Département Eure, Block 6, Grab 1816, beigesetzt.

## Auszeichnungen
- Finnischer Orden des Freiheitskreuzes (11. Juni 1942)
- Eisernes Kreuz 2. Klasse (26. Juli 1944)